# ماسومی میازاکی
ماسومی میازاکی (انگلیسی: Masumi Miyazaki؛ زادهٔ ۲۶ ژانویهٔ ۱۹۶۸) بازیگر، مدل (شخص) اهل ژاپن است.
از فیلم‌ها یا برنامه‌های تلویزیونی که وی در آن نقش داشته‌است می‌توان به شاراکو اشاره کرد.